# Museo Nacional de Escocia
El Museo Nacional de Escocia en Edimburgo, Escocia (Reino Unido) fue creado en 2006 con la fusión del nuevo Museo de Escocia, con colecciones de antigüedades escocesas, cultura e historia, y el adyacente Museo Real de Escocia, con colecciones de ciencia y tecnología, historia natural y culturas del mundo. Los dos edificios se encuentran conectados en la intersección de la calle Chambers y el puente George IV, en la Ciudad vieja de Edimburgo. El museo forma parte de los Museos Nacionales de Escocia y su acceso es gratuito.
Los dos edificios albergan grandes diferencias: el Museo de Escocia se encuentra en un edificio moderno inaugurado en 1998, mientras el antiguo edificio del Museo Real comenzó a construirse en 1861 y fue inaugurado parcialmente en 1866, con una fachada de estilo victoriano y una gran sala central de hierro fundido cuya altura es la máxima del edificio. Este edificio sufrió una gran restauración y fue reinaugurado el 29 de julio de 2011 tras tres años de obras y un presupuesto de 47 millones de libras con el objeto de remodelar y ampliar el edificio.
El Museo Nacional incorporó las colecciones del anterior Museo de Nacional de Antigüedades de Escocia. Además de colecciones de yacimientos arqueológicos escoceses y piezas medievales, el museo contiene artefactos de todo el mundo relativos a la geología, arqueología, historia natural, ciencia, tecnología, arte y culturas del mundo. Las nuevas dieciséis galerías reinauguradas en 2011 incluyen 8.000 objetos, el 80% exhibidos por primera vez. Entre las exhibiciones más destacables se encuentra el cuerpo de la oveja Dolly, la primera clonación exitosa de un mamífero desde una célula adulta, así como piezas del Antiguo Egipto, un traje de Elton John, la colección de moda de Jean Muir y una gran escultura cinética llamada el Reloj Milenario.
En 2019, el museo recibió 2.210.024 visitantes, convirtiéndose en la atracción turística más popular de Escocia ese año.

## Historia

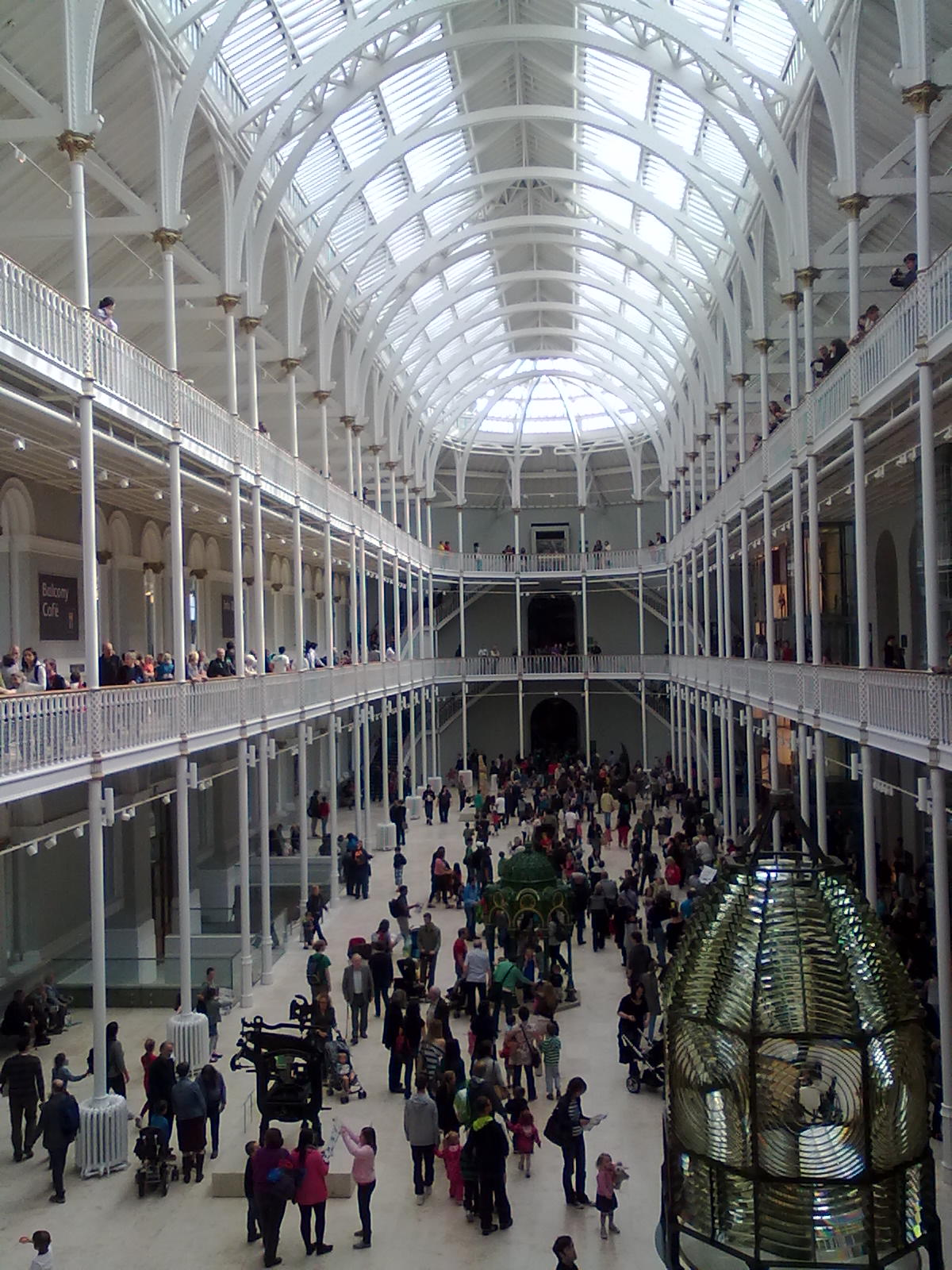
La Gran Galería el día de su reapertura en 2011.

La historia del museo comienza en 1780 con la fundación de la Sociedad de Anticuarios de Escocia, que continúa funcionando en la actualidad, aunque su colección arqueológica y otros descubrimientos fue transferida al gobierno en 1858 como el Museo Nacional de Antigüedades de Escocia, que desde 1891 comparte edificio con la Galería Nacional Escocesa del Retrato en la calle Queen en la Ciudad nueva de Edimburgo.
En 1861 comenzó la construcción del Museo Industrial de Escocia en la calle Chambers, cuya primera piedra fue colocada por el príncipe Alberto. En 1866 fue renombrado como Museo de Ciencia y Arte de Edimburgo, y la Gran Galería y la zona este fueron inauguradas por el príncipe Alfredo. En 1888 se terminó el edificio y en 1904 la institución volvió a cambiarse el nombre a Museo Real de Escocia.
La fusión organizativa del Museo Nacional de Antigüedades de Escocia y el Museo Real de Escocia tuvo lugar en 1985, aunque las dos colecciones permanecieron en edificios separados hasta 1995 cuando el edificio en la calle Queen fue cerrado al público, y fue ocupado más tarde por la Galería Nacional Escocesa del Retrato. En 1998 se inauguró el nuevo edificio del Museo de Escocia, adyacente al edificio del Museo Real, y se conectaron. En 2004 se aprobó un proyecto para remodelar el edificio victoriano e integrar la arquitectura y las colecciones, y en 2006 los dos museos se fusionaron como Museo Nacional de Escocia. El antiguo edificio del Museo Real cerró sus puertas para ser restaurado en 2008, siendo reinaugurado en julio de 2011.
Los trabajadores del museo estuvieron varios días de huelga en 2015 y 2016, convocados por los sindicatos.

## Colección

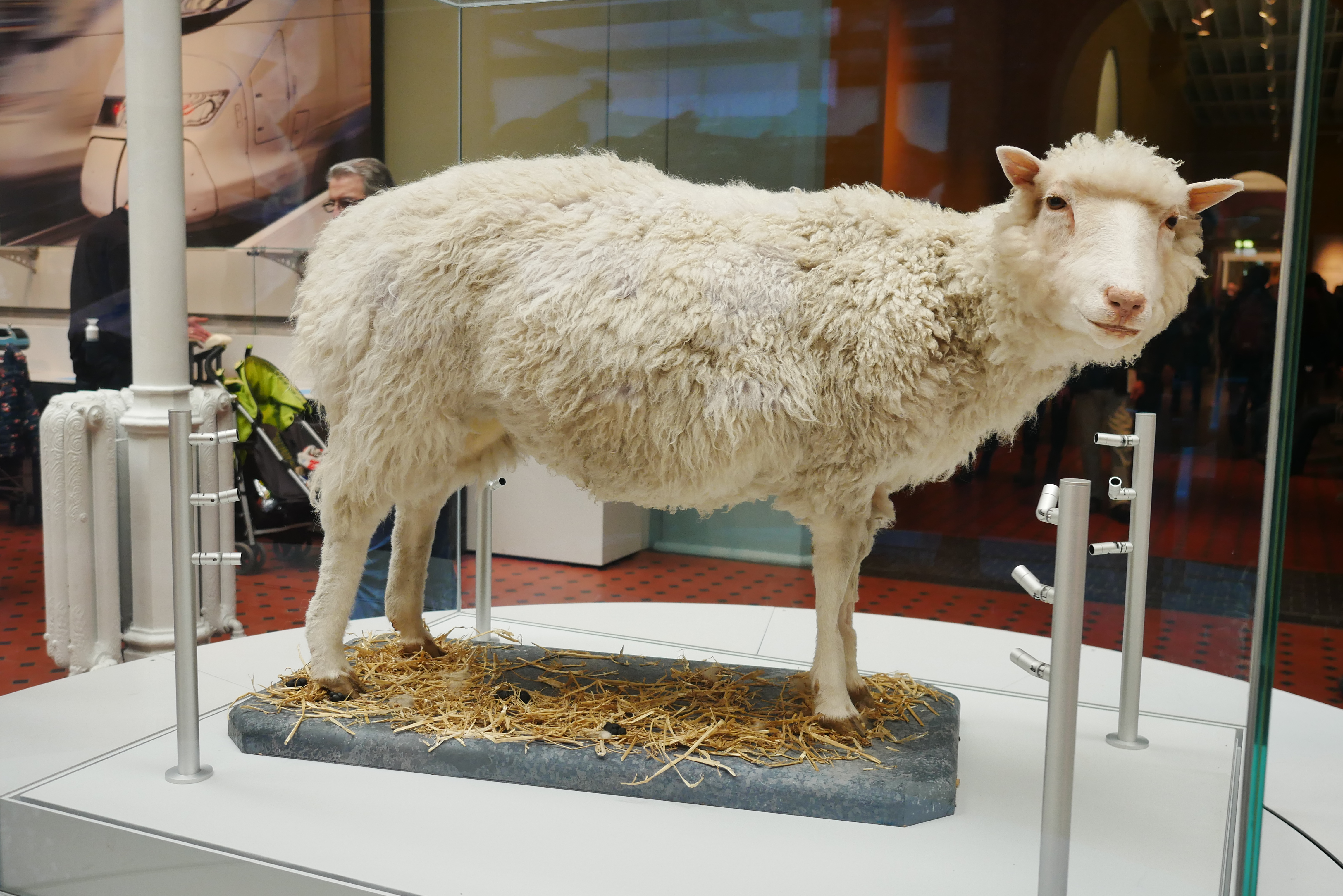
La oveja Dolly, el primer mamífero clonado a partir de una célula adulta, se encuentra disecada en el museo.

El museo alberga notables piezas, entre las que se incluyen:
- Una bandera de la Unión y bandera escocesa portadas por los hanoverianos y jacobitas respectivamente durante la Batalla de Culloden;
- Esculturas de Sir Eduardo Paolozzi en bronce, alojan piezas relevantes de joyería prehistórica y protohistórica;
- El relicario Monymusk, pieza de mediados del siglo VIII;
- Once de las piezas del ajedrez de la isla de Lewis (el resto de piezas, sumando más de 80, se encuentran en el Museo Británico);[7]
- Pinturas de Margaret MacDonald, artista exscocesa de la escuela de Glasgow;
- Esculturas de Andy Goldsworthy, inspirado por el trabajo del geólogo escocés James Hutton, edimburgués padre de la Geología moderna;
- Piezas extraídas en la excavación del yacimiento de Skara Brae, de las Islas Orcadas;
- Piedras pictas, entre la ocupación romana y el siglo X.

## Arquitectura

### Edificio del Museo Real
La construcción comenzó en 1861 y continuó en diversas fases, con algunas secciones abiertas al público antes de que otras ni siquiera se comenzaran a construir. El área original del edificio fue completado en 1888 y fue diseñado por el ingeniero civil Francis Fowke de los Ingenieros Reales, quien también fue responsable del Royal Albert Hall. El exterior, realizado en estilo renacentista veneciano, contrasta bruscamente con la Gran Galería de gran iluminación, inspirada en el desaparecido Palacio de Cristal.
Las numerosas ampliaciones en la zona trasera del edificio han hecho crecer en gran medida su superficie, especialmente durante la década de 1930. En 1998 se inauguró el Museo de Escocia, que fue unido internamente con el edificio del Museo Real. La mayor remodelación fue completada en 2011 por Gareth Hoskins Architects, que utilizaron antiguas salas de almacén para crear un vestíbulo abovedado de 1400 metros cuadrados al mismo nivel de la calle, por lo que tuvo que disminuirse el pavimento unos 1,2 metros. A pesar de ser un edificio protegido, fue posible el añadido de ascensores y escaleras.

### Edificio del Museo de Escocia
El diseño del edificio es obra del estudio de arquitectos Benson & Forsyth de Londres y la ingeniería estructural fue a cargo de Anthony Hunt Associates.
El diseño arquitectónico del edificio fue polémico desde el principio, y el príncipe Carlos renunció como patrono del museo, en protesta por la falta de consulta sobre su diseño. Inicialmente concebido como una ampliación del museo victoriano adyacente, el Museo Real. Con el tiempo llegó a ser un museo en sí mismo, aunque los dos están unidos internamente, tanto en la planta principal como en varios de los niveles superiores, dando continuidad a ambos.
El museo está compuesto por formas geométricas, formas típicas del arquitecto Le Corbusier, pero también tiene numerosas referencias a Escocia, como los brochs y almenados, arquitectura defensiva. Está revestido de arenisca dorada de Moray, que uno de sus arquitectos, Gordon Benson, ha llamado «la exposición más antigua en el edificio», una referencia a geología escocesa. El edificio fue nominado en 1999 al Premio Stirling.

## Imágenes

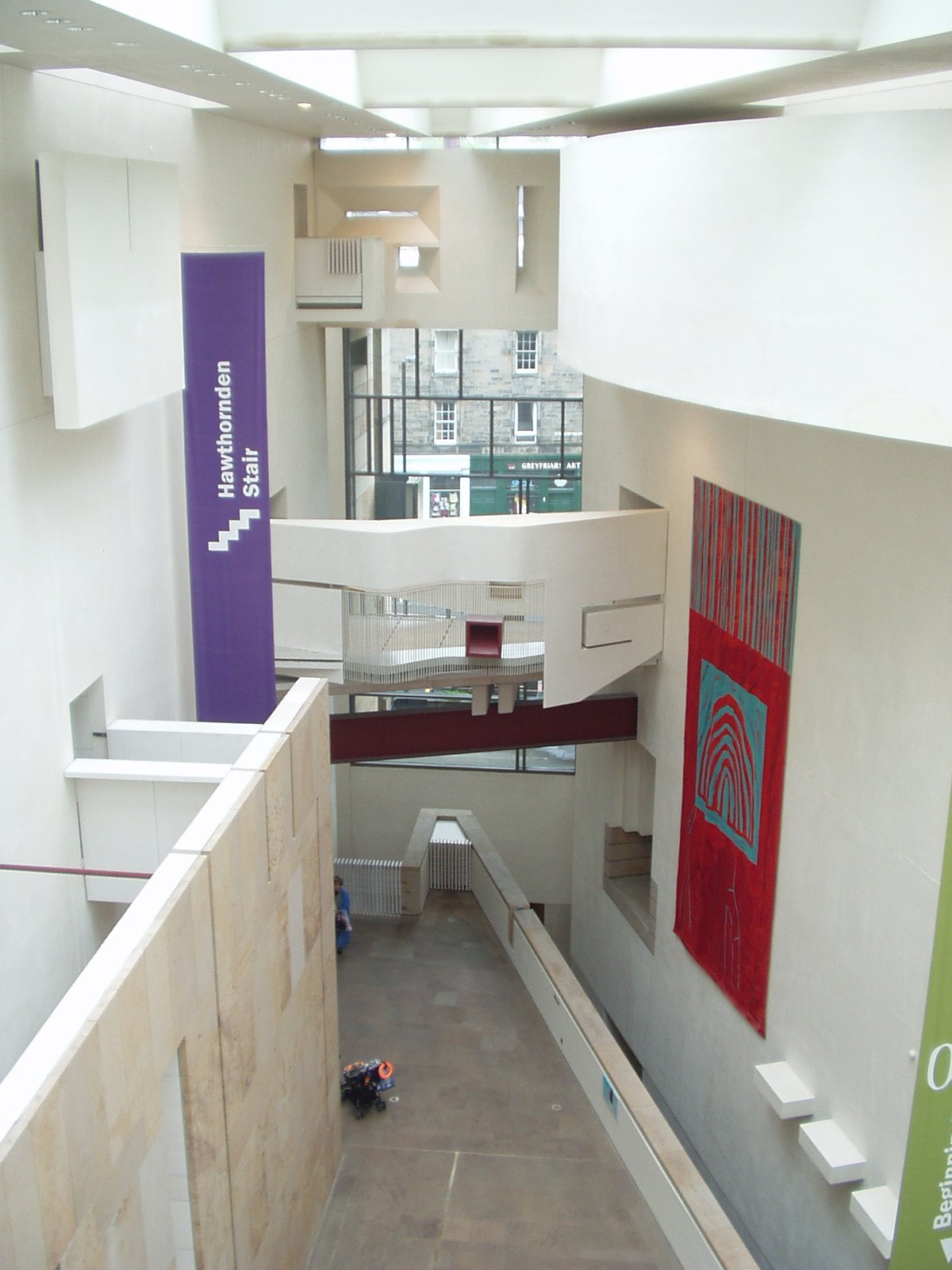
Interior del museo. Planta primera vista desde la quinta.
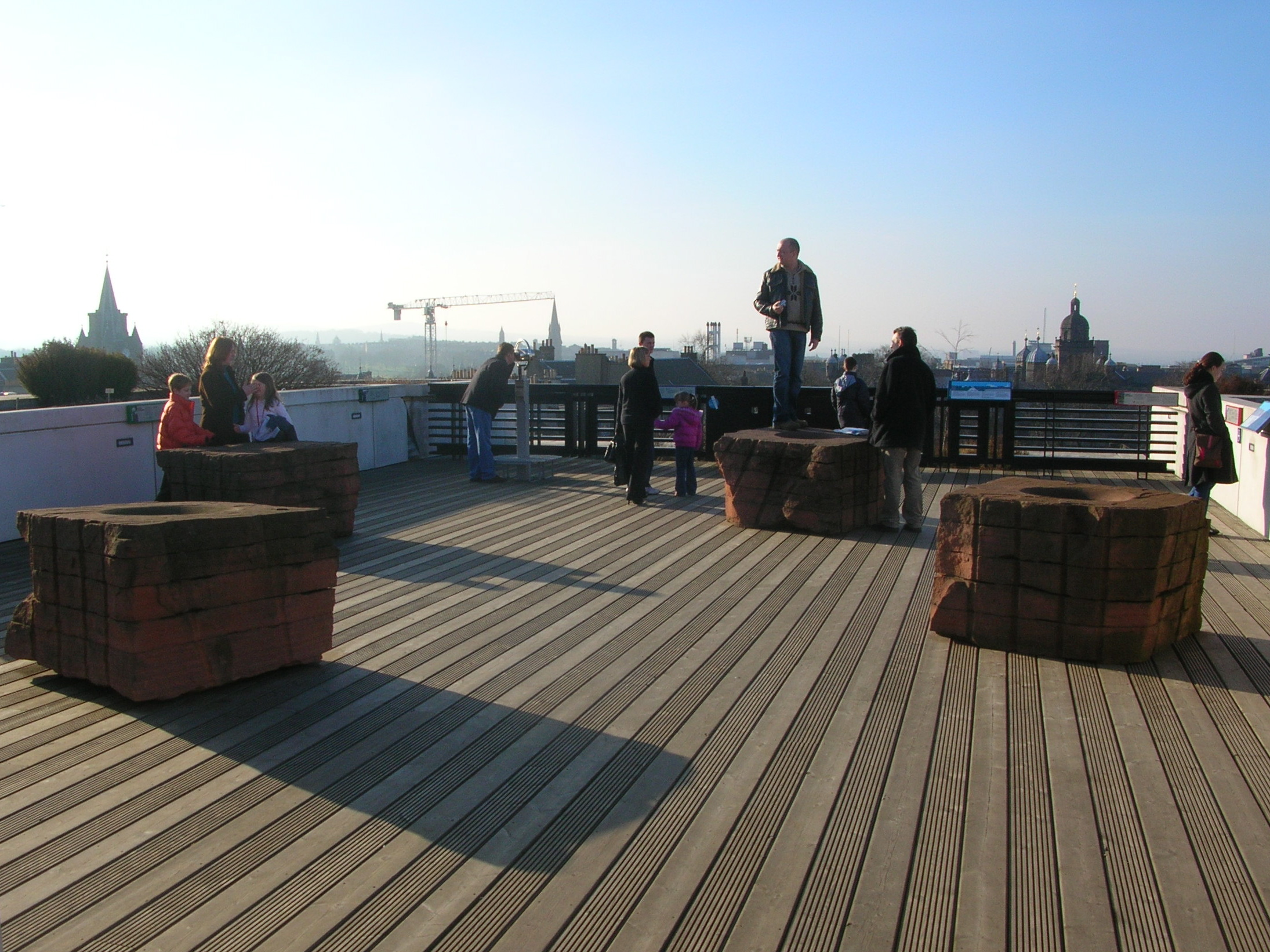
La terraza del tejado, aloja obras de Andy Goldsworthy.
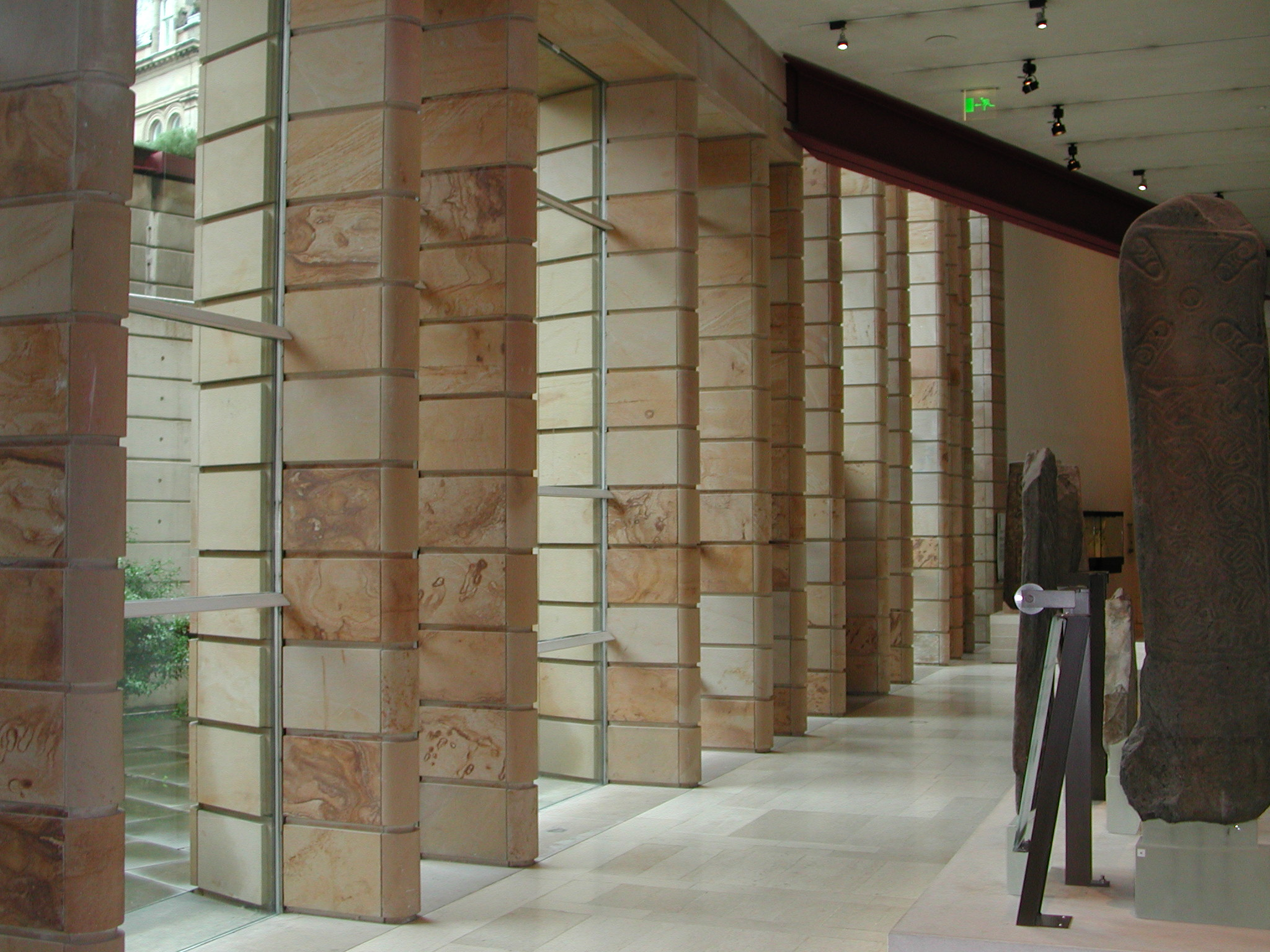
Interior del museo. Planta baja.
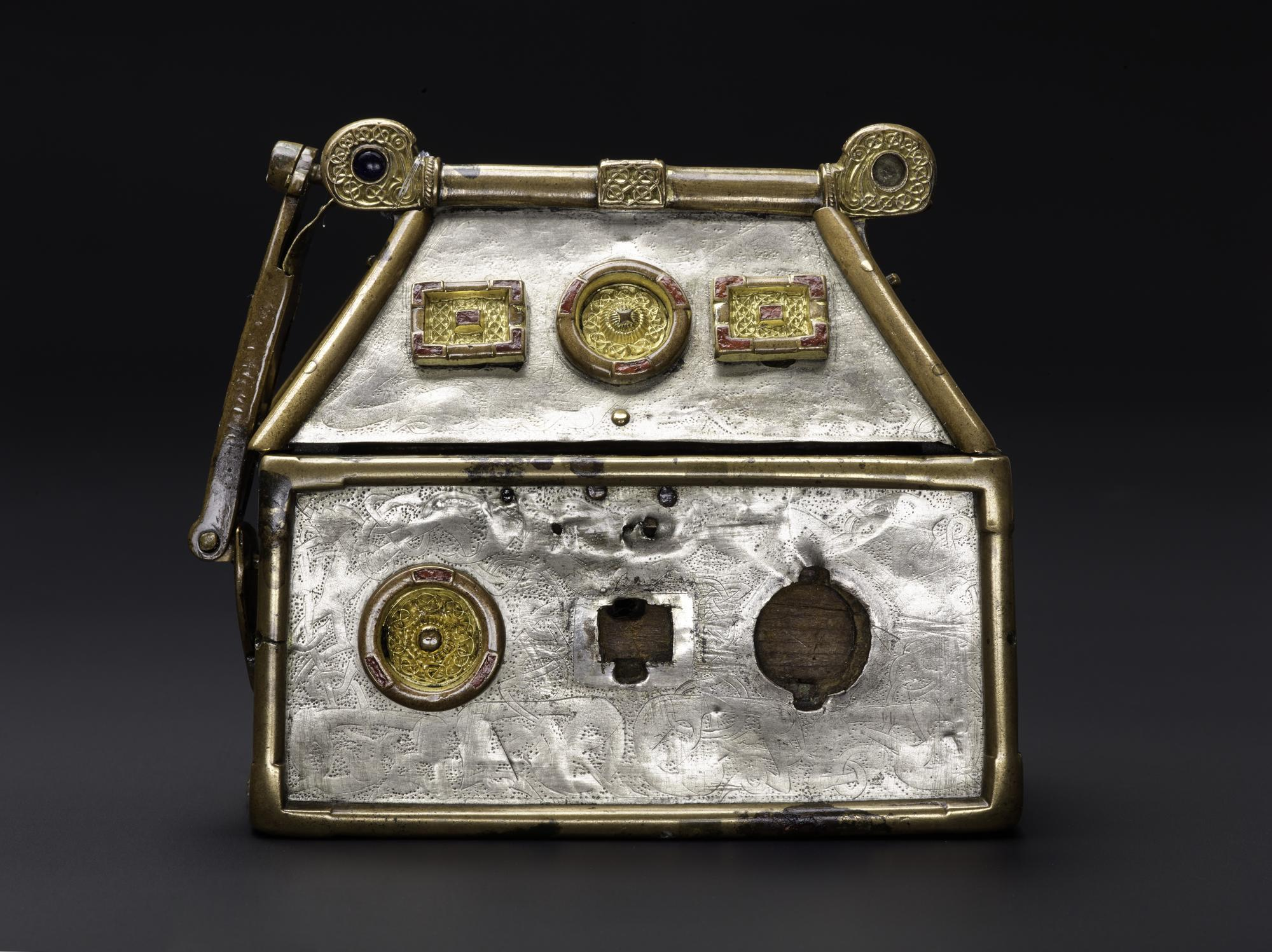
Relicario Monymusk, el cual data de ca. 750.
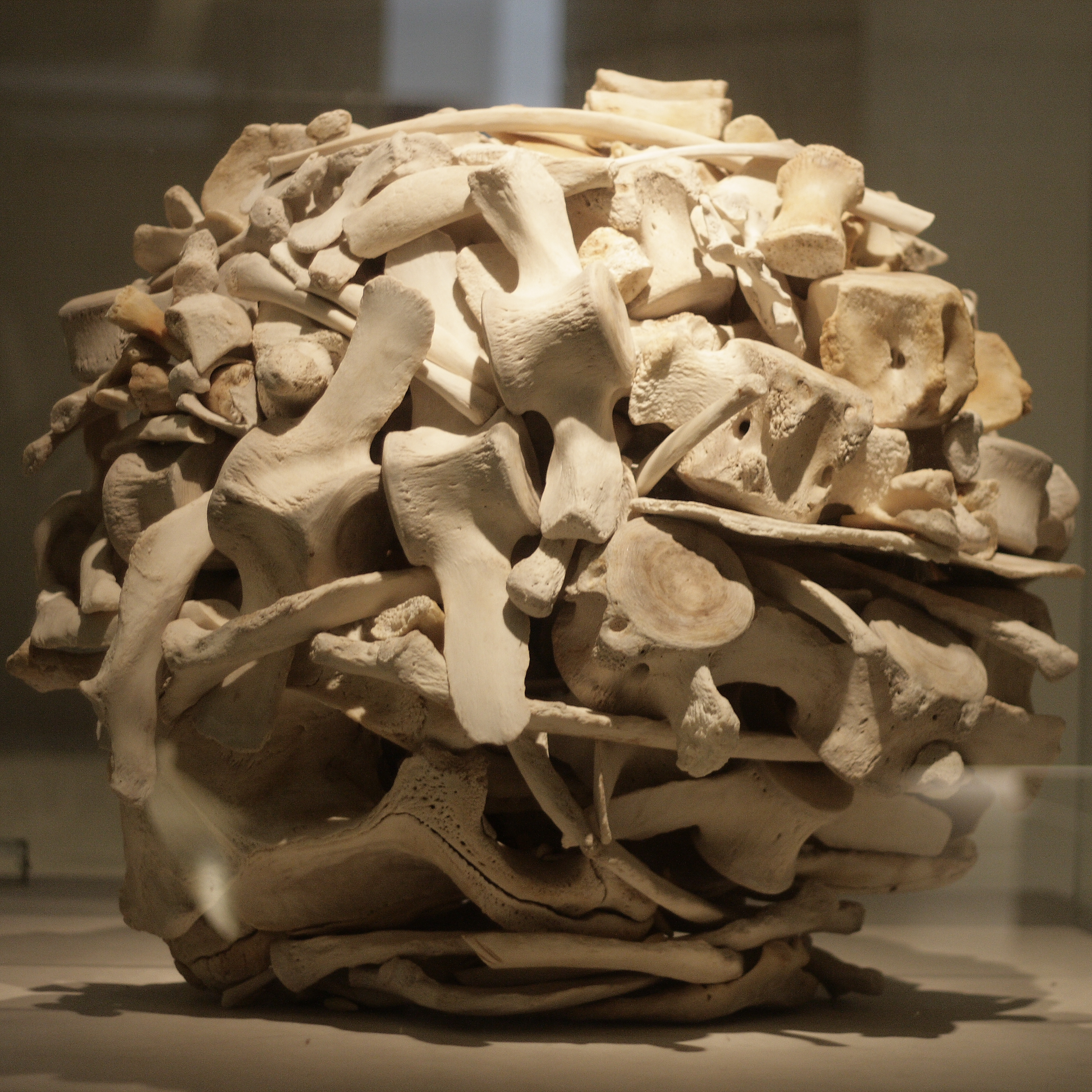
Escultura con huesos de ballena por Andy Goldworthy en la planta baja del museo.
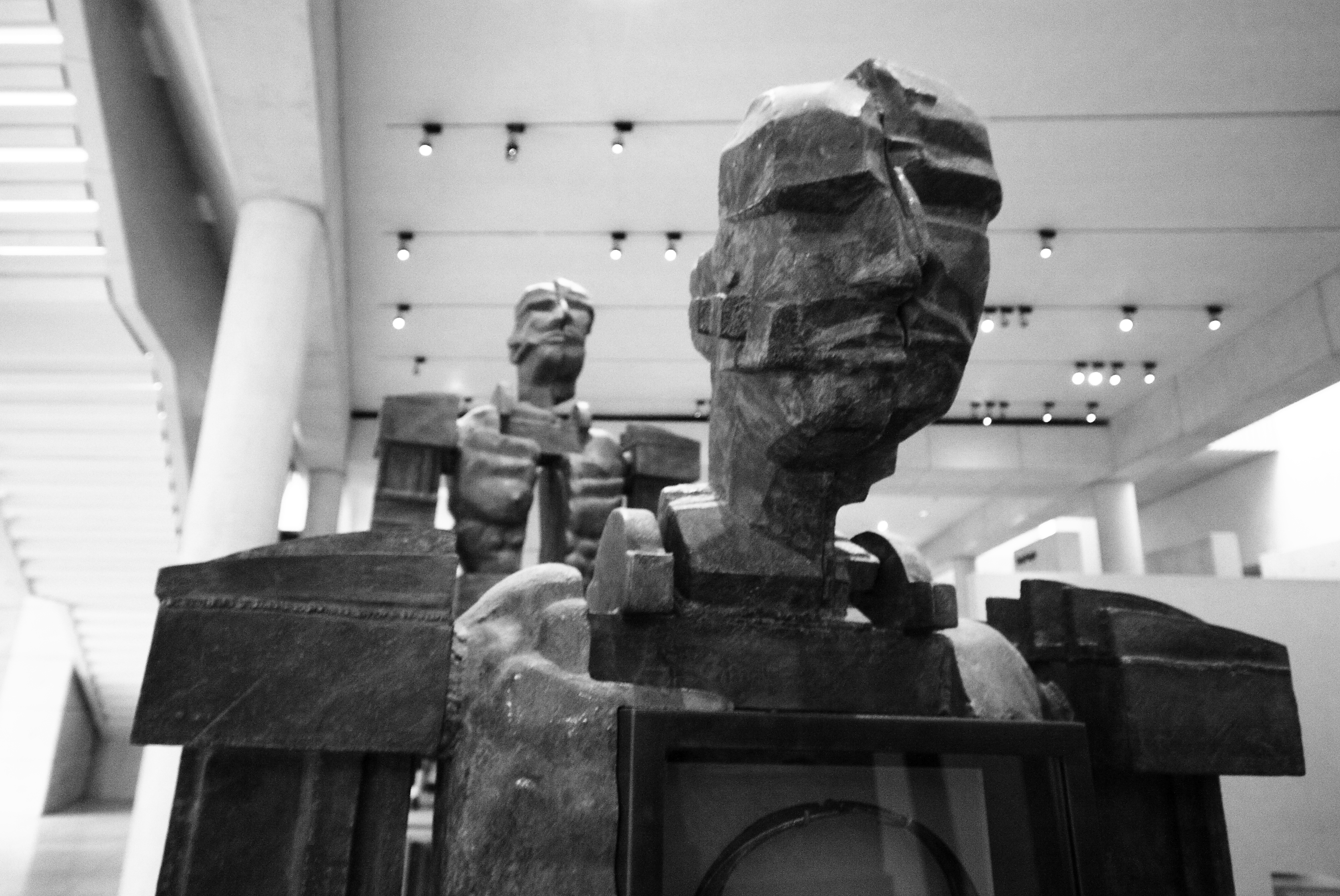
Escultura de bronce de Paolozzi en la planta baja del museo.
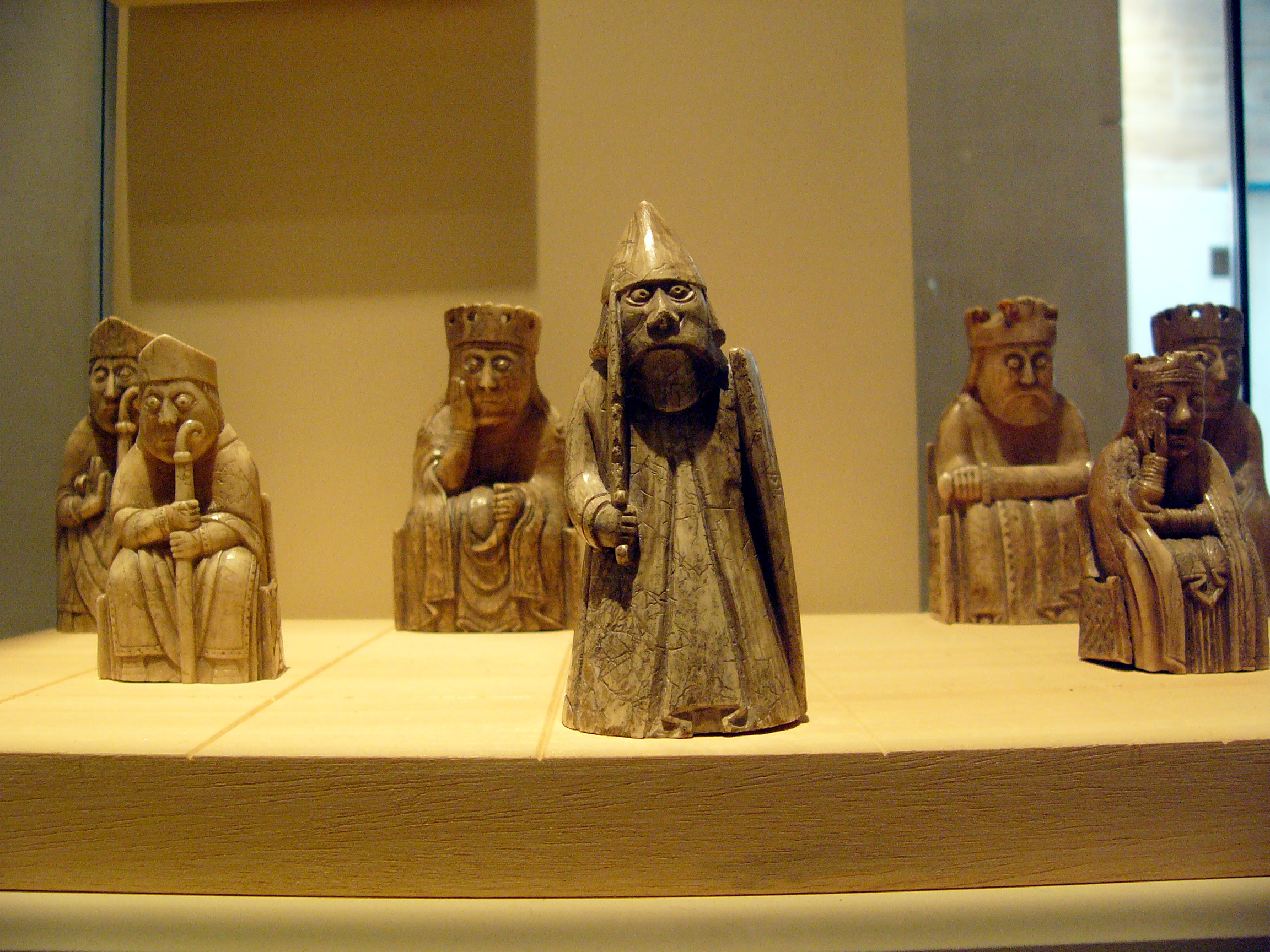
Ajedrez de la isla de Lewis, piezas expuestas en la colección permanente del museo.
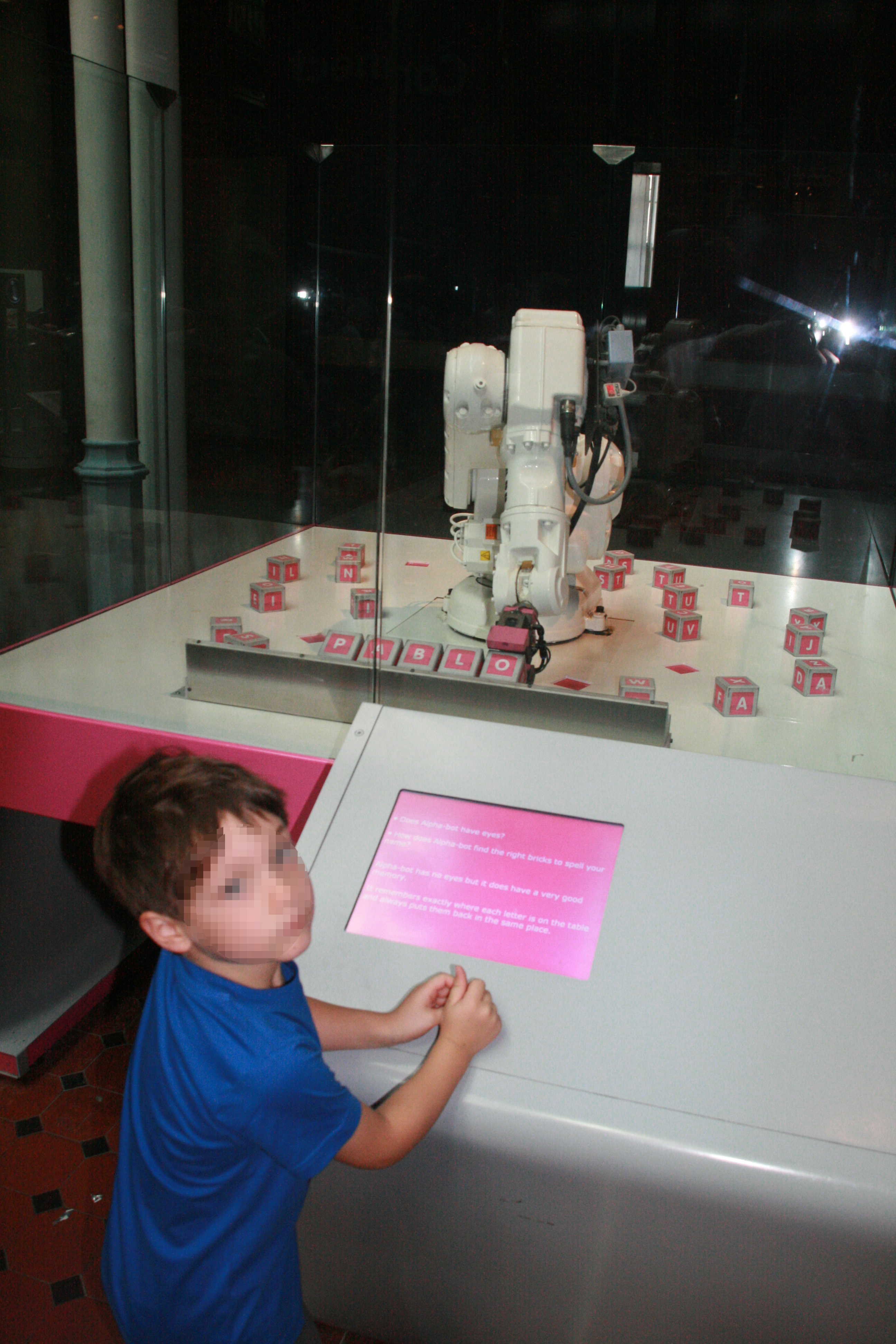
Actividades interactivas para niños. Robot.
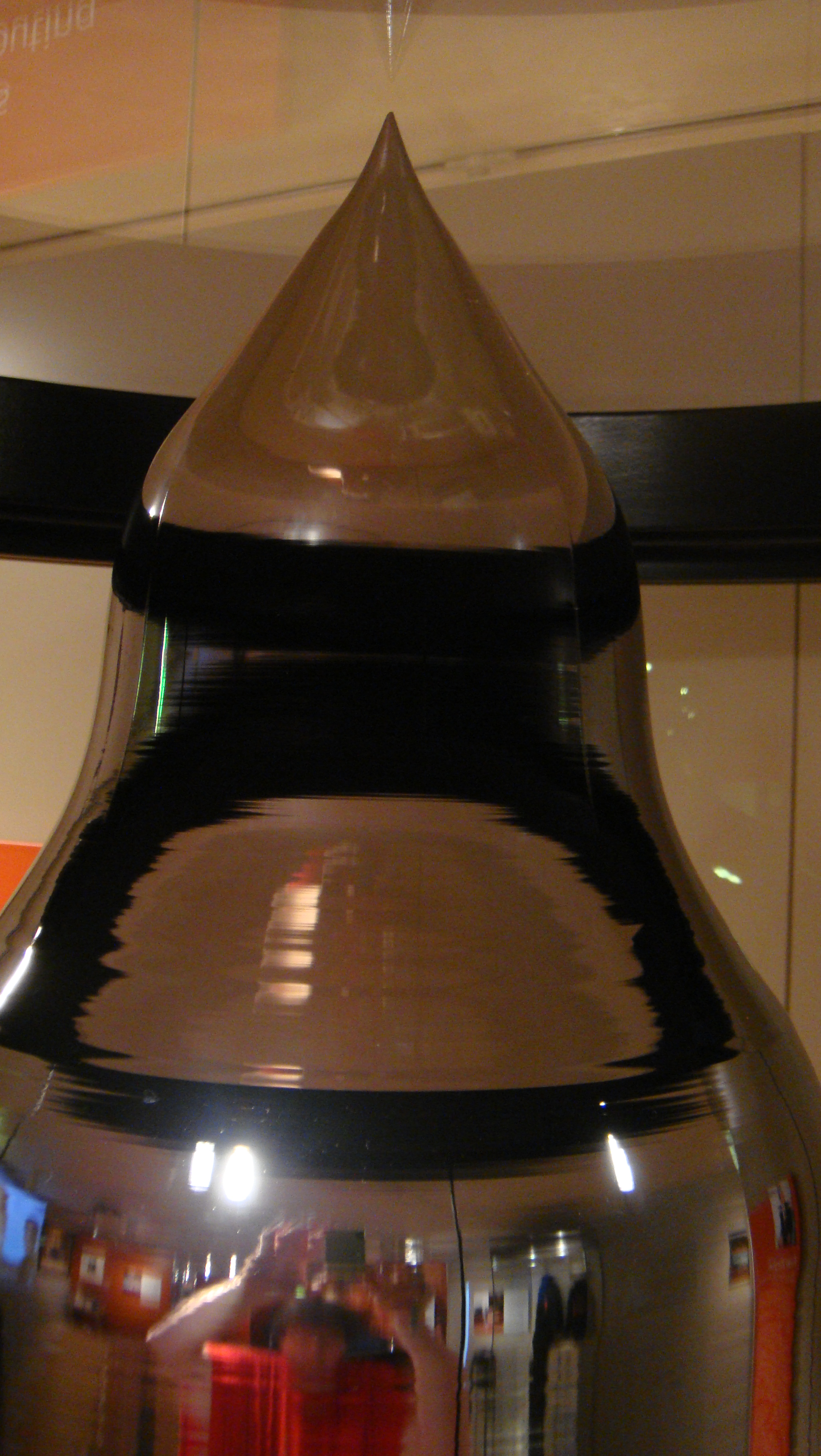
Lingote de silicio en la colección de tecnología.